# 李喬 (萬曆進士)
李喬（1595年—1654年），字世臣，直隸揚州府高郵州興化縣人，明末清初政治人物。

## 生平
李喬是嘉靖、隆慶年間內閣首輔李春芳曾孫，崇禎元年進士李嗣京之弟。萬曆四十六年（1618年）戊午科應天鄉試第三十名舉人，四十七年（1619年）己未科進士。授河南靈寶縣知縣，調祥符縣知縣，遷禮部郎中。天啟六年（1626年）奉命敕封藩王，途經湖廣，涉洞庭湖。當時魏忠賢勢力正盛，李喬淡然處之。崇禎元年（1628年）出為山東按察司副使，四年（1631年）升河南按察使，同年升河南右布政使，兼攝治河，五年（1632年）調陝西左布政使。此時農民起事軍隊蜂起，李喬盡力籌備軍餉，七年（1634年）任都察院右僉都御史、巡撫陝西，八年（1635年）因鎮壓不力，被彈劾去職。
崇禎十七年（1644年）弘光帝於南京即位，弘光元年（1645年）李喬獲薦兵部左侍郎。五月初七，清軍大舉迫近，南京百官集結於清議堂議事。李喬、唐世濟有降清之意。十五日，清軍統帥、豫親王多鐸到達南京，百官冒雨出城迎接。十六日，大開洪武門，李喬與京營總督、忻城伯趙之龍率百官獻冊，行四拜之禮，隨即跪請多鐸進城。李喬隨即挾清軍告示，安撫民心。此時，清軍尚未強制剃髮易服，李喬主動剃頭換裝，反被多鐸辱罵。
晚年，優遊田野，課子弄孫。清順治十一年（1654年）卒。

## 家族
曾祖李春芳，嘉靖丁未进士。祖父李茂功，中宪大夫興化知府。父李思用，太學生。

### 引文
1. ↑  陳開虞《江寧府志·卷十四·科貢下》
2. ↑  《萬曆四十七年己未科進士履歷》：李喬，世臣，诗五房，己亥九月十九日生。句容县籍兴化县人，戊午三十，会二百七十一，三甲二百。工部政，庚申授河南灵宝知县，癸亥調祥符，乙丑考选，升礼部儀制司主事，丁卯升本司员外，啓升郎中，升山東付使，加升參政，庚午加按察使，辛未升河南按察使，升右布政，壬申升陕西左布政，甲戌升都察院右付。
3. ↑  《明季南略·卷之二》：宏光元年正月 十二（丙申），高允滋補御史。安撫黃某薦廢籍官李喬等。御史游有倫極言朝臣、鎮將背公植黨。部院劇震，分請馬士英飲酒。刑部尚書解學龍奏從逆六案；以登極初，停刑。
4. ↑  《明季南略·卷之二》：宏光元年四月 初六（戊午），左夢庚兵陷彭澤。梁雲構、李喬皆兵部左侍郎。逮前巡撫陳潛夫於家。
5. ↑  《明季南略·卷之二》：宏光元年五月 初七（戊子），集百官清議堂議事，預坐者十六人；馬士英、王鐸、蔡奕琛、陳於鼎、張捷、陳盟、張有譽、錢謙益、李喬、李沾、唐世濟、楊維垣、秦鑣、張孫振、錢增、趙之龍各竊竊偶語，百官皆不與聞。臨散，李喬、唐世濟相和曰：『便降志奪身，也說不得了』。後有叩諸大僚者，皆云：『大清信雖急，如今不妨了』（蓋密議藉之龍納款於大清也）。是日晝晦，大風猛雨，人心洶洶。
6. ↑  《聖安本紀·卷之六》：五月初七日（戊子），百官集清議堂會議，預坐者十六人。時馬士英、王鐸、蔡奕琛、張捷、張有譽、錢謙益、李沾、唐世濟、陳盟、李喬、楊維垣、陳于鼎、錢增、張孫振、秦鏞、趙之龍等十六人坐堂上，竊竊偶語；百官集者甚眾，皆不得預聞。臨散，唐世濟、李喬齊聲相和曰：『即降志辱身，亦甘之矣』！後有叩之大僚者，皆云『北信甚急，今已無妨』。蓋所會議者，藉之龍以款於清也。
7. ↑  《聖安本紀·卷之六》：五月十五日（丙申），清豫王至南京。戎政府、都察院各遣官二員遠迎，跪立道旁，高聲報名；將近豫王前，通事高聲喝起。文武百官隨即出城迎接；時正大雨淋漓，無一人敢稍後者。總督京營戎政少保兼太子太保忻城伯趙之龍、署掌都察院事兵部左侍郎李喬迎降。
8. ↑  《聖安本紀·卷之六》：五月十六日（丁酉），大開洪武門，趙之龍、李喬率百官獻冊，行四拜禮；隨跪請豫王進城。……李喬進城，攜大清告示偏掛通衢，民心稍定。
9. ↑  《聖安本紀·卷之六》：五月 兵部左侍郎李喬獨先剃頭、胡服，豫王罵之。
10. ↑  《聖安本紀·卷之六》：五月 二十六日（丁未），豫王禁臣民辮髮。豫王出示各城門云：『剃頭一事，本國相沿成俗。今大兵所到，剃武不剃文、剃兵不剃民；爾民毋得不遵法度，自行剃之。前有無恥官員先剃求見，本國已經唾罵。特示』。時下令髡髮，戎政趙之龍、文官李喬、姚孫棐先剃，餘魏國公徐元爵、安遠侯柳祚昌、永康侯徐弘爵、靈璧侯湯國祚、臨淮侯李述祖、駙馬齊贊元等以次剃訖云。
11. ↑  《句容縣志》：李喬，字世臣，興化人。嘉、隆首輔李文定公曾孫。萬曆進士，授己未靈寶令。居官植行，一切遵文定公家訓，以廉吏著稱。邑苦旱，比歲告祲，喬竭誠步禱，輒應。夏又旱，禱又應。歲大有秋，野人爭持嘉穀以獻，一禾二穗。維時桃林當屢歉之候，百姓幾髓竭，而忽得異征，故博士李公、孔公、郭公率諸生作兩歧之歌。未幾，以勝劇，有祥符之調。士民建祠像之，為立石志其梗概。祥符，中州省會，素稱難治。喬省刑薄斂，愷悌樂易，一時士民戴德，奸宄懾服。大抵祥符、靈寶，古秦、晉地，喜事健訟之民，所在都有。喬強明有執，洞悉民隱，又以寬厚行之，訟牒必與面質，情偽立決，不留一案，亦不責一鍰。以故撫軍、直指、藩、臬、府、州，一切移文委牒，靡不朝至而夕報焉。從來謂靈寶憨、祥符黠，靈寶警而狷，祥符俠而獷，喬一處以坦衷曠度。又復細心密緻，靜如止水，動若發機，觸事洞然，迎刃立解。以此兩邑治行，並稱第一云。嗣遷祠部郎。丙寅，領藩封之敕，過湖南，涉洞庭。其時魏璫甚焰，趨附者如蟻，喬處之淡然，無事逢迎，而亦不見齟齬。其品望足以服之耳。戊辰改元，提督東省學政。喬文名素著，六郡之士聞風以悅。而喬復銳意鼓舞，懷才抱異者，爭自琢磨，公明之譽，隆隆日起。而試牘遂與前王永啟公岱秀編爭勝。其知名者，旋發為名公巨卿。節義、文章、政事，並垂不朽。得人之盛，至今稱最。當日惟肥城學艱於鵲起，喬擇善青鳥學者為建奎閣、文星，以鼓勵諸士，至今存為勝跡云。辛未，轉中州臬憲。尋轉右藩，兼攝治河，有聲。壬申，轉秦中左藩。時秦寇方張，軍需旁午告急。喬以一人佐餉，士馬騰飽，時交口有酇侯之稱。甲戌冬，晉秦撫，寇氛愈惡，標下甫滿千人。督率將士，至斬首三千有奇。當事者意在急於撲滅，乙亥秋，遂為直指劾。喬不辯而竟歸。甲申、乙酉間，當事以少司馬見推。知事不可為，遂浩然長往，無復有功名之志矣。時以一蓑一笠，優遊田野，惟課子弄孫是務。壬辰，年六十，即自辦終具。每喜誦白香山詩，視生死曠如也。甲午冬，偶疾，疾不二日，卒。

### 書目
- 計六奇，《明季南略》
- 顧炎武，《聖安本紀》